# دايرة (تقسيم إداري)
الدايرة أو (بالعربية: دائرة). الجمع الدوائر هي تقسيم إداري في الجزائر والصحراء الغربية في غرب إفريقيا، وكذلك بروناي وإندونيسيا وماليزيا في جنوب شرق آسيا. يُترجم بشكل شائع إلى اللغة الإنجليزية باسم district (مديرية).

## غرب أفريقيا
الدايرة هو البديل الإملائي الأساسي المستخدم في الجزائر والصحراء الغربية. وهي أحد أقسام الولاية في كلا البلدين.

### الجزائر
الدائرة في التقسيم الإداري الجزائري هي المستوى الثاني في التقسيم بعد الولاية. تضم الدائرة بلدية أو أكثر، ولكل دائرة عاصمة بنفس الاسم (في الغالب). وتتمثل مهمتها في إصدار جوازات السفر الدولية ورخص القيادة وبطاقات الهوية الوطنية للمواطنين المقيمين على أراضيها، وكذلك مراقبة الأعمال التي تقوم بها مختلف الخدمات الإدارية مثل البلديات والخدمات الفنية، إلخ.
وتنقسم ولايات الجزائر إلى 553 دائرة.
رئيس الدائرة هو المنصب المخصص للمدير العام لشؤون الدائرة والبلديات الملحقة بها. ويعينه رئيس الجمهورية الجزائرية.
الدائرة في النظام الإداري الجزائري ليست جماعة محلية فهي جهاز، جزء من الولاية، يهدف إلى عدم التركيز الإداري ويساعد الولاية في الأعمال الإدارية، لا تتمتع الدائرة بالشخصية المعنوية وليس لها استقلال مالي، وليست لها ركيزة قانونية أو دستورية لوجودها أما من الناحية العملية والواقعية فتملك عدة اختصاصات إدارية مهمة تساهم بها في مساعدة الإدارة المحلية.

## جنوب شرق آسيا
كلمة «دايره» هي كلمة عربية مستعارة باللغتين الماليزية والإندونيسية، وهي مرادفة لكلمة «دايرة».

### بروناي
الدايرة أو المديرية هو التقسيم الفرعي الأساسي في بروناي. هناك أربع دوائر وهي بيلايت وبروناي موارا وتيمبورونج وتوتونج. تنقسم الدائرة إلى مقيم (mukims) (ما يعادل مناطق فرعية) ومن ثم قرى (kampung).

### إندونيسيا
في إندونيسيا، تستخدم كلمة "دايرة" كما في مصطلح " daerah istimewa، والتي تشير إلى الأقاليم الخاصة أو المقاطعات ذات الوضع الخاص. هناك خمس أقاليم خاصة، وهي آتشيه وجاكرتا والمنطقة الخاصة ليوجياكارتا وبابوا وبابوا الغربية.

### ماليزيا
الدايرة أو المقاطعة هي نوع من التقسيمات الإدارية للدولة في ماليزيا. وهو التقسيم الفرعي الأساسي للولايات في شبه جزيرة ماليزيا، مثل صباح وساراواك في بورنيو الماليزية، فإن التقسيم الثانوي هو أقل من الأقاليم. وبغض النظر عن ذلك، يمكن تقسيم أي دايرة إلى مقيم (mukim).